# Намибија на Светском првенству у атлетици на отвореном 2019.
Намибија је учествовала на 17. Светском првенству у атлетици на отвореном 2019.  одржаном у Дохи од 27. септембра до 6. октобра петнаести пут. Репрезентацију Намибије представљала су 2 учесника (1 мушкарац и 1 жена) који су се такмичили у маратону.,
На овом првенству Намибија је делила 31 место по броју освојених медаља са 1 медаљом (бронза). У табели успешности према броју и пласману такмичара који су учествовали у финалним такмичењима (првих 8 такмичара) Намибија је са 1 учесником у финалу делила 48. место са 6 бодова.
| Плас. | Земља    | 1. место | 2. место | 3. место | 4. место | 5. место | 6. место | 7. место | 8. место | Бр. финал. | Бод. |
| ----- | -------- | -------- | -------- | -------- | -------- | -------- | -------- | -------- | -------- | ---------- | ---- |
| =48.  | Намибија | 0        | 0        | 1        | 0        | 0        | 0        | 0        | 0        | 1          | 6    |

## Учесници
| Мушкарци: - Томас Хилифа Раинхолд — Маратон | Жене: - Хелалија Јоханес — Маратон |  |

## Освајачи медаља (1)

### бронза (1)
- Хелалија Јоханес — Маратон

## Резултати

### Мушкарци
| Атлетичар             | Дисциплина | Лични рекорд | Квалификације | Квалификације | Полуфинале | Полуфинале | Финале   | Финале       | Детаљи |
| Атлетичар             | Дисциплина | Лични рекорд | Резултат      | Место         | Резултат   | Место      | Резултат | Место        | Детаљи |
| --------------------- | ---------- | ------------ | ------------- | ------------- | ---------- | ---------- | -------- | ------------ | ------ |
| Томас Хилифа Раинхолд | Маратон    | 2:14:14      |               |               |            |            | 2:14:38  | 17 / 55 (73) |        |

### Жене
| Атлетичарка      | Дисциплина | Лични рекорд | Квалификације | Квалификације | Полуфинале | Полуфинале | Финале   | Финале | Детаљи |
| Атлетичарка      | Дисциплина | Лични рекорд | Резултат      | Место         | Резултат   | Место      | Резултат | Место  | Детаљи |
| ---------------- | ---------- | ------------ | ------------- | ------------- | ---------- | ---------- | -------- | ------ | ------ |
| Хелалија Јоханес | Маратон    | 2:22:25 НР   |               |               |            |            | 2:34:15  |        |        |